# 比基温德
比基温德（Bhikhiwind），是印度旁遮普邦Amritsar县的一个城镇。总人口10269（2001年）。

## 人口
该地2001年总人口10269人，其中男性5462人，女性4807人；0—6岁人口1394人，其中男786人，女608人；识字率65.78%，其中男性为70.62%，女性为60.29%。